# 김종찬 (경기도의원)
김종찬(金鍾讚, 1960년 12월 2일 ~ , 전라남도 광양시)은 대한민국 경기도의회 의원이다.

## 학력
- 경기고등학교
- 서울시립대학교 영어영문학 학사
- 고려대학교 교육대학원 교육학 석사(평생교육 전공)

## 경력
- 새정치민주연합 경기도당 안양시 만안구 지역위원회 사무국장
- 국회 이종걸 의원실 보좌관
- 2016.04 ~ 2018.06: 제9대 경기도의회 의원
- 2018.07 ~ 2022.06: 제10대 경기도의회 의원

## 역대 선거 결과
|  | 13.56% |

|  | 55.91% |

|  | 66.88% |